# Dasybasis pseudocallosa
Dasybasis pseudocallosa är en tvåvingeart som först beskrevs av Ferguson och Hill 1922.  Dasybasis pseudocallosa ingår i släktet Dasybasis och familjen bromsar. Inga underarter finns listade i Catalogue of Life.